# Pamendanga ferruginea
Pamendanga ferruginea är en insektsart som först beskrevs av William Lucas Distant 1911.  Pamendanga ferruginea ingår i släktet Pamendanga och familjen Derbidae. Inga underarter finns listade i Catalogue of Life.